# Gasolina de pirólisis
La gasolina de pirólisis o gasolina pirolítica (abreviado PyGas) es un producto de la gama nafta con alto contenido en aromáticos. Es un subproducto del craqueo de nafta a alta temperatura durante la producción de etileno y propileno . Además, es una mezcla de alto octanaje que contiene aromáticos, olefinas y parafinas que van desde C5 a C12. La mezcla tiene un número de identificación CAS(Chemical Abstracts Service Registry Number o Número de registro CAS en español): 68477-58-7. PyGas tiene un alto potencial para su uso como mezcla de gasolina y/o como fuente de aromáticos. Actualmente, PyGas se utiliza generalmente como mezcla de gasolina debido a su alto índice de octanaje. Dependiendo de la materia prima utilizada para producir las olefinas, el craqueo con vapor puede producir un subproducto líquido rico en benceno llamado gasolina de pirólisis. La gasolina de pirólisis se puede mezclar con otros hidrocarburos como aditivo de gasolina o destilar (en el proceso BTX ) para separarla en sus componentes, incluido el benceno.

## Gasolina de pirólisis cruda
La gasolina de pirólisis cruda (RPG) o Pygas crudo es Pygas no hidrogenado, rico en benceno.

## Gasolina de pirólisis hidrogenada
La gasolina de pirólisis hidrogenada (HPG) o Pygas hidrogenado es una materia prima de la planta BTX para la extracción de benceno y tolueno. 